# ヴイックス メディケイテッド ドロップ

ヴイックス メディケイテッド ドロップ（英: Vicks Vapodrops）は、のどの炎症を緩和するドロップタイプののど薬である。日本の医薬品、医療機器等の品質、有効性及び安全性の確保等に関する法律では指定医薬部外品に分類されている。
ヴィックスは誤表記。
ヴイックス メディケイテッド ドロップの現在の発売元は日本では大正製薬、それ以外の地域ではP&Gである。
なお、本項では2017年9月より順次発売されている「ヴイックス」ブランドの口腔咽喉薬やのど飴（キャンディ）についても述べる。

## 概要
一般的には、のどのイガイガ感を具現化した「エヘン虫」が登場するテレビCMで知られている。エヘン虫はP&Gに発売元が変更した直後に一時消えていたが、1990年代半ば頃に復活している。
大正製薬に譲渡された後もエヘン虫は引き継がれているが、日本ヴィックス社時代やP&G社時代と違いデザインが変化した。
キャッチフレーズは日本ヴィックス社時代とP&G社時代は「のどの薬 ヴイックスドロップ」、大正製薬に譲渡された後は「のどに ヴイックス」である。

## 製品ラインアップ

### メディケイテッド ドロップ
- 1箱50個入り（レモン・オレンジ・レギュラー・チェリー・ウメ）
- 1箱25個入り（シュガーレス グレープフルーツ・シュガーレス グリーンアップル・シュガーレス ハニーレモン・シュガーレス ゆず・シュガーレス ブルーベリー・シュガーレス アセロラ）
- 1箱20個入り（レモン・オレンジ・レギュラー・チェリー・ウメ・ブルーミント・スーパークール・巨峰・抹茶）
- 1箱10個入り（レモン・オレンジ）

通常はドラッグストアまたは薬局・薬店で購入できるが、1箱10個入りは駅売店・コンビニ等で購入できる。また、2010年9月発売の「グレープフルーツ」はシリーズ初のシュガーレスタイプである。2013年6月発売の「ブルーミント」は「ヴイックス」ブランド初の風味である。
2014年8月には「シュガーレス グレープフルーツ」がリニューアルし、従来の1箱20個入りから1箱25個入りに増量。併せて、シュガーレスタイプの新フレーバーとして、「グリーンアップル」と「ハニーレモン」が追加発売された。
2017年以降、新しいフレーバーが毎年追加発売されるようになり、2017年9月には20個入りに「スーパークール」と「巨峰」が、2018年9月には25個入りに「シュガーレス ゆず」が、2019年9月には25個入りに「シュガーレス ブルーベリー」が、2020年9月には25個入りに「シュガーレス アセロラ」が、2022年10月には20個入に「抹茶」が順次発売され、2022年10月時点で15種類（うち、シュガーレス6種類）のフレーバーがある。

#### 効能・効果
ドロップの中に入っているうがい薬と同じ有効成分のCPC（セチルピリジニウム塩化物水和物）がのどや口腔内を殺菌・消毒する効果がある。
そのため、以下の効果が得られる。
- のどの炎症による声がれ・のどのあれ・のどの不快感・のどの痛み・のどのはれを緩和
- 口腔内の殺菌・消毒、口臭の除去

### メディカル トローチ/メディカル トローチL
- 1箱24錠入り（抹茶風味/メディカル トローチ）
- 1箱24錠入り（はちみつレモン風味/メディカル トローチL）

トローチタイプは2021年9月に指定第2類医薬品となる抹茶風味の「メディカル トローチ」が発売され、2023年6月に第2類医薬品となるはちみつレモン風味の「メディカル トローチL」が発売された。CPCと去痰成分であるグアヤコールスルホン酸カリウムは2製品共通で配合されているが、鎮咳成分が異なり、「メディカル トローチ」にはdl-メチルエフェドリン塩酸塩が、「メディカル トローチL」にはフェノールフタリン酸デキストロメトルファンがそれぞれ配合されている。そのため、効能・効果も以下のとおり2製品で一部異なる。

#### 効能・効果
- メディカルトローチ
  - せき、喘鳴(ぜーぜー、ひゅーひゅー)をともなうせき、たん
  - のどの炎症による声がれ・のどのあれ・のどの不快感・のどの痛み・のどのはれ
- メディカルトローチL
  - せき、たん
  - のどの炎症による声がれ・のどのあれ・のどの不快感・のどの痛み・のどのはれ

### メディケイテッドスプレー
- 1箱15ml入り（レモン風味） - 製造は日本ゼトックが行っている。

#### 効能・効果
- のどの炎症による声がれ・のどのあれ・のどの不快感・のどの痛み・のどのはれを緩和
- 口腔内の殺菌・消毒、口臭の除去

### のど飴
- 1袋70g入り（シトラスミックス・2種のグレープアソート）
  - 2種のジンジャーアソート、ハーブ&ライムは製造終了
- 1袋62g入り（プラス ハーバルミントパウダー）
- 1袋61g入り（プラス ピーチ）
- 1袋90g入り（すっきり甘くないのど飴）
- 1袋39g入り（Premium プラズマ乳酸菌）

2017年9月に「ヴィックス クール」以来となるのど飴が発売された。ミントと緑茶の2種類のポリフェノールが配合されており、袋入り・個包装としている。
発売当初は「シトラスミックス」のみだったが、同年11月に季節限定フレーバーとして「はちみつジンジャー」と「アップルジンジャー」の2種を封入したアソートタイプの「2種のジンジャーアソート」、2018年3月に「ハーブ&ライム」、同年9月に「巨峰」と「マスカットの2種を封入したアソートタイプ「2種のグレープアソート」が順次追加。その後、「2種のジンジャーアソート」と「ハーブ&ライム」が製造終了となり、2種類となっている。
2019年9月に「ヴイックス のど飴 プラス」を発売。表面にパウダーコーティングを施した「ハーバルミントパウダー」とミントを加えた「ピーチ」の2種類があり、既存の「ヴイックス のど飴」とは異なり、ジッパー付のパウチ袋タイプとなっている。
2021年9月にライム果汁を使用した「すっきり甘くないのど飴」が発売され、同時に、「2種のグレープアソート」・「プラス ハーバルミントパウダー」のパッケージデザインを変更、「プラス ピーチ」はリニューアルされた。
2022年10月にはキリンホールディングスが開発した独自素材プラズマ乳酸菌を配合したブランド初の機能性表示食品「Premium プラズマ乳酸菌」が発売された。本製品は製造所が名糖産業となっている。

## 日本での販路
当初はヴイックスの販売代理店である阪急共栄物産（阪急電鉄系の物産会社）が発売した後、分離・独立した日本ヴイックスより「ヴイックス コフドロップ」という商品名で販売されていたが、同社は1985年にP&Gの傘下に入り、1988年にプロクター・アンド・ギャンブル・ヘルスケアに社名変更した。
その後、2002年に塗布風邪薬のヴイックスヴェポラッブとともに大正製薬に事業譲渡された。
現在、大正製薬では「ヴイックス メディケイテッド ドロップ」という商品名で販売している。

## CM

### 現在
2018年10月より杏が、CMキャラクターを務めている。

### 過去

#### 日本ヴイックス時代

##### 1960年代
小鳥が登場するアニメーションCMが放映され、「♪くりくり三角小さなドロップ」のフレーズで有名な『ヴイックス』というCMソングも存在した（歌・楠トシエ）。

##### 1970年代前半
ジャングルの中でターザンが綱渡りで滑り降りながら、大声で雄叫びをあげたり、森の中に雄叫びをあげている途中で声を嗄らしてしまう。途中で「喉は大事にしなくちゃ。のどにヴイックス、さわやかです」というナレーションが入る。キャッチコピーは「のどにさわやか、ヴイックス」だった。当時は丸い缶ケースに入っていた。

##### 1970年代後半
公衆電話で会話をする女性、朝の通学に出る直前の男子学生（夏服編もあった。）、バスガイドが喉の不快感を訴え、途中で「おやおやエヘン虫にやられましたね？そう、だからのどがいがらっぽいのです」というナレーションと同時に喉の中のエヘン虫が登場し、製品特徴が表れる。その後、主人公がヴイックスを服用すると、「ほーら、エヘン虫もタジタジですね」というナレーションが入り、喉の不快感をイメージした「エヘン虫」を退治したというストーリー設定だった。キャッチコピーは「喉を滑らかにクールな気持ちにする喉の薬、ヴイックスドロップ」だった。

##### 1980年～1982年
1980年初頭には、会社員、主婦、タクシードライバー、女学生の放送部員、花屋の店主、チアガールがエヘン虫の不快感を訴え「いつでも、どこでも、エヘン虫にはヴイックスドロップ、薬用成分の働きでエヘン虫もタジタジ」というキャッチコピーだった。他にも、スーツ男性、テニスの女性、着物の女性、車を運転している男性、日曜大工をしている男性、デート中のカップル、合唱する前の女学生頃バージョンや、婦人警官、ボード部のキャプテン、梯子乗りバージョンのCMがあった。1982年頃にはパッケージを一新し、キャディ、八百屋の店主、タレント養成所の訓練生バージョンのCMも放映された。

##### 1983年
1983年には、幼稚園に子供を送った直後の母親が喉の不快を感じ、喉の不快を訴え、そのママ友が普通の飴で気を晴らそうと催促させるが、母親が「ありがとう。でも、エヘン虫には、これじゃなきゃだめなの」とヴイックスドロップを取り出し、製品の特徴が下スクロールに降りながら退治する設定だった。そして、退治した後には、母親が娘のバッグを渡すのを忘れるオチで終わる。キャッチコピーは「のどによく効く、ヴイックスドロップ」だった。また、「薬局・薬店でお求めください」というテロップも流れるようになった。他にも、寝台列車篇があった。 

##### 1984年2月～1987年8月
メインキャラクターに石坂浩二を起用し、他に木野花やもたいまさこなどがCMに出演していた。石坂が医者役に扮して、木野やもたいなどが扮する女性患者の相談に乗る役を演じるCMが放映されていた。1985年には、ワイルドチェリー味が新発売し、パッケージを一部刷新している。

##### 1987年10月～1988年4月
丸の内のバス停で待ち伏せしている女性と、とある京王線内の駅の売店で買い物する男性が喉の不快を訴えると思いきや「エヘン虫のバカ！」の愚痴を吐くと、男女の混合コーラス隊が「バーカ！バーカ！エヘン虫！バーカ！バーカ！エヘン虫！」とアイネ・クライネ・ナハトムジークの替え歌を高らかに熱唱する。すると、男女が「これで治そう」とヴイックスドロップを手にする、というCMだった。キャッチコピーは「エヘン虫には、ノドの薬ヴイックスドロップ」だった。

#### P&G時代

##### 1988年～1993年
喉の痛みと戦うビジネスマンの様子を描いたCMが放映されていた。

##### 1994年～1995年
「ヴイックス メディケイテッドドロップ」と商品名を変更し、パッケージも一新してリニューアル。リニューアルした当時は、エヘン虫は登場しなかった。結婚式場で男性がスピーチの途中やニュースのレポートの最中にいがらっぽくなると、「ヴイックスレベル」と発覚するCMだった。キャッチコピーは「ヴイックスレベルののどに」だった。 

##### 1996年～1997年
エヘン虫が20年振りに再登場し、メインキャラクターに吉村作治を起用した。
吉村が砂漠でエヘン虫の化石を発見し、助手がお湯をかけると復活して、日本全国にエヘン虫を感染してしまうストーリー展開になる設定。この後、吉村がエヘン虫評論家として、小林完吾がニュースキャスターを務めている架空のニュース番組に出演し、「エヘン虫には、いろいろあるんですね？」「これらには、細菌が絡むことが多いんですよ」と重大な事実を語る。すると、アシスタントが「なにか、いい対策は？」と尋ねると、吉村が「殺菌成分が入った薬ですよ」と答える。最後に「エヘン虫もタジタジ。ヴイックスドロップ」という小林のナレーションが入る。このフレーズは、一部の過去のフレーズを復活させている。

#### 大正製薬時代

##### 2006年
メインキャラクターに柳沢慎吾を起用していた。柳沢が刑事役に扮して、女性被疑者に問い質すCMが放映されていた。

##### 2015年10月～2018年9月
2015年10月から3年に亘って、多部未華子がCMキャラクターを務めていた。2015年のCMでは、多部が森の音楽家に扮していた。

### 旧P&Gの商品関連

#### 現在大正製薬が販売している旧P&Gの商品
- コーラック - 1997年に事業譲渡された便秘薬。
- ヴイックスヴェポラッブ - 2002年に事業譲渡された塗布風邪薬。
- カルシックス - 元々はP&Gの「ハボーン」が由来のカルシウム製剤。

#### その他の旧P&Gの商品
- ミューズ - 2008年にレキットベンキーザー・ジャパンに事業譲渡された薬用石鹸。元々はミツワ石鹸の商品で、経営破綻時に事業をP&G社に譲渡した。
- クレアラシル - 2000年にブーツ・ヘルスケアに事業譲渡されたニキビ治療薬。その後2006年に、レキットベンキーザーに譲渡された。
- ミルトン - 1998年に杏林製薬に事業譲渡された哺乳瓶の消毒液。
- アテント - 2007年に大王製紙（エリエールブランドに移行）に事業譲渡された介護用紙オムツ。
- プリングルズ - 2012年にケロッグに事業譲渡されたポテトチップス。日本でも現在は日本ケロッグが販売している。
- マックスファクター - 2015年にアメリカの香水会社コティに事業譲渡された化粧品ブランド。ヴィックスブランドが大正製薬に事業譲渡する前の販売元。